# Drill zene
A drill a trap zene egy alműfaja. A 2010-es elején kezdett el elterjedni az Egyesült Államokban, olyan rappereknek köszönhetően, mint Chief Keef, Lil Durk, Lil Reese, Fredo Santana, Young Chop, G Herbo, Lil Bibby és King Louie, akiknek sikerében nagy szerepet játszott az internet. A stílus előadói gyakran kiemelkedő dalszövegírók, többen is köthetőek a chicagói bűnözéshez.
Nagy-Britanniában, főleg Londonban megjelent a brit drill regionális alműfaja a stílusnak. 2012-ben, Brixtonban kezdett el kialakulni és ugyanezen év közepére lett népszerű, befolyásolva több másik európai (illetve később amerikai) előadót is, hogy kialakítsák saját regionális stílusukat, mint Ausztráliában, Spanyolországban, Írországban, Hollandiában és végül Brooklynban.

## Kapcsolata az erőszakkal
2022-ben voltak szakértők, akik a zene fegyvertartáshoz való hozzáállását kötötték a való életben látható fegyveres erőszakhoz olyan nagyvárosokban, mint New York, főleg Pop Smoke, Chii Wvttz, Tdott Woo és Nas Blixky halálát követően.
2022-ben több New York-i DJ is megígérte, hogy nem fogják többé játszani a műfaj erőszakhoz kapcsolható dalait, mivel egyre többen haltak a zenéhez köthető halált.